# Сортавала
Со́ртавала (рос. Со́ртавала, фін. Sortavala, швед. Sordavala) — місто (з 1783 року) в республіці Карелія Росії, до 1918 називалося Сердобіль (Сердоболь). Адміністративний центр Сортавальського району Карелії.
Населення — 20,5 тис. осіб (2005).
Місто розташоване на північному березі Ладозького озера, за 287 км до Петрозаводська і є неофіційною столицею історичного регіону Північне Приладожжя.

## Відомі особистості
В поселенні народилися:
- Чекмасов Валентин Сергійович (* 1940) — живописець, портретист, пейзажист, графік.
- Юрйо Кокко — письменник і ветеринар.
- Ольга Якубовська — білоруська художниця.